# Grenatite
Ne doit pas être confondu avec Éclogite.
Une grenatite est une roche métamorphique de haute pression et haute température, composée d'au moins 75 % de grenat,.
La grenatite est de la famille des rodingites.
De couleur rouge, elle a une structure grenue.
Il s'agit d'une roche rare qui peut être associée à des éclogites.

## Distribution
- [à vérifier] En pétrographie, la présence de grenatite révèle les conditions de pression et de température dans lesquelles une roche métamorphique a pu se former. L'observation de grenatites contribue ainsi par exemple à la caractérisation des khondalites (en) du craton du Nord de la Chine (en) et à la reconstitution de l'histoire tectonique et métamorphique de cette région[4].